# Бунчик, Майк
Майкл Бунчик (англ. Michael Buncic; род. 25 июля 1962, Патерсон, Нью-Джерси) — американский легкоатлет, специалист по метанию диска. Выступал за сборную США по лёгкой атлетике во второй половине 1980-х — первой половине 1990-х годов, обладатель бронзовой медали Игр доброй воли в Сиэтле, победитель и призёр первенств национального значения, участник двух летних Олимпийских игр.

## Биография
Майк Бунчик родился 25 июля 1962 года в Патерсоне, штат Нью-Джерси, в семье югославского происхождения.
Впервые заявил о себе в метании диска на национальном уровне ещё в сезоне 1981 года, став чемпионом США среди юниоров.
Занимался лёгкой атлетикой во время учёбы в Кентуккийском университете, состоял в местной университетской команде, неоднократно принимал участие в различных студенческих соревнованиях. В частности, успешно выступал на чемпионате Национальной ассоциации студенческого спорта (NCAA), в 1984 и 1985 годах становился здесь бронзовым призёром. Позднее также окончил Университет штата Калифорния в Сан-Хосе, получив степень магистра наук у области молекулярной биологии.
Будучи студентом, в 1985 году представлял Соединённые Штаты на Универсиаде в Кобе — с результатом 60,96 занял в метании диска итоговое шестое место.
В 1986 году выиграл бронзовую медаль на чемпионате США в Юджине, показал седьмой результат на Играх доброй воли в Москве (61,34).
В 1987 году был пятым на Универсиаде в Загребе (59,28), по итогам сезона с результатом 68,98 стал вторым в мировом рейтинге дискоболов, уступив только титулованному немцу Юргену Шульту.
Благодаря череде удачных выступлений удостоился права защищать честь страны на летних Олимпийских играх 1988 года в Сеуле — в финале метания диска показал результат 62,46 метра, расположившись в итоговом протоколе соревнований на 10-й строке.
В 1988 году выиграл серебряную медаль на чемпионате США в Хьюстоне, вновь занял второе место мирового сезона.
В 1990 году получил серебро на чемпионате США в Норуолке, с результатом 62,06 завоевал бронзовую награду на Играх доброй воли в Сиэтле.
В апреле 1991 года на соревнованиях во Фресно установил свой личный рекорд в метании диска — 69,36 метра (лучший результат мирового сезона). Помимо этого, стал пятым на чемпионате мира в Токио (64,20).
Став третьим на национальном олимпийском отборочном турнире в Новом Орлеане, отобрался на Олимпийские игры 1992 года в Барселоне — на сей раз на предварительном квалификационном этапе метнул диск на 59,12 метра, чего оказалось недостаточно для выхода в финал.
После барселонской Олимпиады Бунчик остался действующим спортсменом на ещё один олимпийский цикл и продолжил принимать участие в крупнейших международных турнирах. Так, в 1993 году он выиграл серебряную медаль на чемпионате США в Юджине, с результатом 61,06 занял восьмое место на чемпионате мира в Штутгарте.
В 1995 году наконец одержал победу на чемпионате США, превзойдя всех соперников на турнире в Сакраменто. Занял 11-е место на чемпионате мира в Гётеборге (60,24).
Завершил спортивную карьеру по окончании сезона 1996 года.
Впоследствии преподавал физиологию в Старшей школе Уилкокс в Санта-Кларе, Калифорния.